# 화암서원 (전북)
화암서원은 전북특별자치도 익산시 금마면에 있다. 2014년 4월 15일 익산시의 향토유적 제15호로 지정되었다.

## 개요
열읍원우사적과 전북원우록에는 1612년 유림들에 의해 건립된 것으로 기록, 익산지역에 죽림서원(1626)과 화산서원(1657)이 설립되는 것을 볼 때 화암서원도 이 시기에 설립된 것으로 보여진다. 1871년(고종8) 서원철폐령에 따라 훼철되었다가 1966년에 사우 건립. 고려말 문신인 남촌 이공수를 비롯해 곤암 소세량, 양곡 소세양, 수암 이약해의 위패를 모셨다. 현재도 화암서원보존회를 조직하여 1년에 2회(음2월, 8월 중정일)의 제향을 하고 있다.